# روث فيليبس
روث فيليبس هي مؤرخة كندية، ولدت في 1958.